# Ricardo Varela
Ricardo José Silva Varela (5 de Setembro de 1989) é um nadador português, do Clube Naval Setubalense. Pratica natação deste os 3 anos (1992) e é nadador de competição há 11 anos. Iniciou-se nas camadas mais jovens, até aos 8 anos, no Clube Fluvial Vilacondense, em Vila do Conde. Desde então representa o CNS, conquistando, no estilo de bruços, vários títulos de campeão nacional, nas categorias de juvenil e júnior, e várias presenças em selecções nacionais. Neste momento o nadador é Sénior e é treinado por Pedro Vale.

## Palmarés

### 2002-2003 (Infantil)
- Bi-Campeão zonal
- Prémio de melhor nadador na Taça Vale do Tejo
- Primeiro lugar no Meeting Internacional da TAP
- Três primeiros lugares e um segundo lugar em Campeonatos Regionais
- Seis títulos Regionais em Estafeta
- Campeão e Vice-campeão Nacional

### 2003-2004 (Juvenil)
- Vice-campeão no Meeting Internacional do Estoril
- Cinco primeiros lugares e dois segundos Lugares em Campeonatos Regionais
- Primeiro, segundo e dois terceiros em Campeonatos Nacionais
- Primeiro lugar no Meeting Internacional da TAP
- Terceiro lugar em Estafeta nos Campeonatos Nacionais
- Três primeiros lugares e dois segundos em Estafetas nos Campeonatos Regionais

### 2004-2005 (Juvenil)
- Presença em Selecção Nacional em duas ocasiões: Multinations Youth e Festival Olimpico da Juventude Europeia
- Medalha de Bronze nos Multinations Youth
- Segundo lugar no Meeting Internacional do Estoril
- Primeiro lugar no Meeting Internacional da TAP
- Três primeiros lugares e um segundo lugar nos Campeonatos Nacionais
- Dois primeiros lugares nos Campeonatos Regionais
- Dois primeiros lugares e dois segundos lugares em Estafeta nos Campeonatos Nacionais
- Primeiro lugar em Estafeta nos Campeonatos Regionais

### 2005-2006 (Junior)
- Três Terceiros lugares em Campeonatos Nacionais de Juniores

(Desactualizado)

### 2006-2007 (Junior)
- Três Primeiros lugares em Campeonatos Nacionais de Juniores
- Primeiro e segundo lugar nos Multinations Júnior
- Décimo, décimo segundo lugares nos Campeonatos Europeus de Juniores
- Dois segundos e um terceiro lugares em Campeonatos Nacionais Absolutos de Verão

### 2007-2008 (Sénior)
- Vice-campeão Nacional de Clubes Segunda Divisão, Subida à Primeira Divisão
- Quarta melhor marca de sempre nacional aos 100m bruços em piscina de 25 metros
- Terceiro lugar nos Campeonatos Nacionais Absolutos de Inverno
- Dois segundos Lugares no Meeting Internacional de Loulé
- Segundo e dois terceiros lugares nos Campeonatos Nacionais Absolutos de Verão

### 2008-2009 (Sénior)
- Campeão Nacional e terceiro lugar no Campeonatos Nacionais de Piscina Curta
- Sétimo, Oitavo e Décimo Segundo Lugares no 11º Euro Meet em Luxemburgo
- Dois segundos Lugares no III Meeting Internacional da Póvoa de Varzim
- Décimo primeiro lugar no Open de Espanha

### Resumo
- Campeonatos Zonais: 2 Medalhas de Primeiro Lugar
- Campeonatos Regionais: 10 Medalhas de Primeiro Lugar, 3 Medalhas de Segundo Lugar (Desactualizado)
- Campeonatos Nacionais: 9 Medalhas de Primeiro Lugar, 9 Medalhas de Segundo Lugar e 10 Medalhas de Terceiro Lugar
- Prémio de Melhor Nadador na Taça Vale do Tejo em 2003
- Três Títulos Consecutivos no Meeting Internacional da TAP
- Presença em seis Seleções Nacionais
- Medalha de Terceiro lugar nos Multinations Youth
- Medalhas de Primeiro e Segundo lugar nos Multinations Junior
- Décimo e Décimo segundo lugar nos Campeonatos Europeus de Juniores

## Melhores Performances

### Piscina de 25 Metros (Até 31 Dezembro 2009)
| Prova             | Tempo   | Local                       | Ano  |
| ----------------- | ------- | --------------------------- | ---- |
| 50 metros Bruços  | 28.99   | Silves (Portugal), Portugal | 2007 |
| 100 metros Bruços | 1.01,74 | Silves (Portugal), Portugal | 2007 |
| 200 metros Bruços | 2.14.34 | Óbidos, Portugal            | 2007 |

### Piscina de 50 Metros (Até 31 Dezembro 2009)
| Prova             | Tempo   | Local          | Ano  |
| ----------------- | ------- | -------------- | ---- |
| 50 metros Bruços  | 28.94   | Faro, Portugal | 2009 |
| 100 metros Bruços | 1.03.45 | Faro, Portugal | 2009 |
| 200 metros Bruços | 2.16.46 | Faro, Portugal | 2009 |

### Piscina de 25 Metros (Desde 1 Janeiro 2010))
| Prova             | Tempo   | Local                           | Ano  |
| ----------------- | ------- | ------------------------------- | ---- |
| 50 metros Bruços  | 28.99   | Silves (Portugal), Portugal     | 2007 |
| 100 metros Bruços | 1.02.74 | S. António Cavaleiros, Portugal | 2007 |
| 200 metros Bruços | 2.14.34 | Óbidos, Portugal                | 2007 |

### Piscina de 50 Metros (Desde 1 Janeiro 2010)
| Prova             | Tempo   | Local                     | Ano  |
| ----------------- | ------- | ------------------------- | ---- |
| 50 metros Bruços  | 28.94   | Faro, Portugal            | 2009 |
| 100 metros Bruços | 1.04.22 | Povoa de Varzim, Portugal | 2009 |
| 200 metros Bruços | 2.16.46 | Faro, Portugal            | 2009 |

## Recordes Nacionais

### Piscina de 50 Metros
| Prova                        | Categoria | Tempo                     | Local | Ano |
| ---------------------------- | --------- | ------------------------- | ----- | --- |
| 100 metros Bruços Infantil B | 1.13.86   | Restelo, Lisboa, Portugal | 2004  |     |

(Desactualizado)

## Selecções Nacionais
- Mutinations Youth Meet (2005) - Madeira, Madeira
- Festival Olímpico da Juventude Europeia (2005) - Lignano Sabbiadoro, Itália
- Multinations Junior Meet (2007) -  Genebra, Suíça
- Europeus de Juniores (2007) - Antuérpia, Bélgica
- 11º Luxemburgo Euro-Meet (2009) - Luxemburgo, Luxemburgo
- Open de Espanha (2009) - Málaga, Espanha

## Águas Abertas
- Taça do Mundo (Setúbal) - 10 km
- Travessia de Setúbal - 2,6 km
- Travessia de Sesimbra - 1,5 km
- Travessia de Sines - 1,5 km
- Travessia de Castelo de Bode - 10 km

## Vida Académica

### Historial Académico
- Colégio Coração de Jesus - Póvoa de Varzim (1992-1998) - (Infantário até ao 3º ano)
- Escola Primária das Areias - Setúbal (1998-1999) - (4º ano)
- Escola 2 e 3 da Aranguês - Setúbal (1998-2001) - (5º e 6º ano)
- Escola Secundária Sebastião da Gama (2001-2007) - (7º ao 12º ano)
- Universidade Técnica de Lisboa - Instituto Superior Técnico (2007-2008) - Engenharia Mecânica
- Instituto Politécnico de Setúbal - Escola Superior de Tecnologia (2008-2012) - Engenharia Mecânica